# Conus couvaensis
Conus couvaensis é uma espécie de gastrópode do gênero Conus, pertencente à família Conidae.